# リンデル・ホームズ
リンデル・ホームズ（Lindell Holmes、1957年4月4日 - ）は、アメリカ合衆国の男性プロボクサー。オハイオ州トレド出身。元IBF世界スーパーミドル級王者。

## 来歴
1979年11月15日、プロデビューを果たし初回KO勝ちで白星でデビューを飾った。
1981年10月13日、ランディー・ロブレスと対戦し8回KO勝ち。
1982年3月7日、後のIBF世界スーパーウェルター級王者バスター・ドレイトンと対戦し10回判定勝ち。
1983年8月13日、ドゥワイト・ダヴィソンと対戦し8回TKO負け。
1986年2月25日、USBA全米スーパーミドル級王者で初代IBF世界スーパーミドル級王者マレイ・サザーランドと対戦し3回2分40秒TKO勝ちでサザーランドを引退に追い込み、王座獲得に成功した。
1986年7月6日、忠州市の忠州スポーツ・センターでIBF世界スーパーミドル級王者朴鐘八と対戦したが2回1分10秒無効試合で王座獲得に成功した。
1987年5月3日、仁川広域市で朴鐘八と対戦したが15回1-2(145-139、142-143、143-144)の判定負けでまたしても王座獲得に成功した。
1987年9月16日、USBA全米スーパーミドル級王者ジョセフ・アムパロと対戦し12回3-0(118-109、117-109、117-110)の判定勝ちで王座返り咲きに成功した。
1988年5月9日、スティーブ・ダーネルと対戦し2回TKO勝ちで初防衛に成功した。
1988年11月25日、フィリップ・モレフィールドと対戦し7回TKO勝ちで2度目の防衛に成功した。
1990年1月27日、グラシアノ・ロッシジャーニが返上して空位となったIBF世界スーパーミドル級王座決定戦で元IBF世界ミドル級王者フランク・テートと対戦し12回2-0(116-112、119-112、114-114)の判定勝ちで王座獲得に成功した。
1990年7月19日、カール・サリバンと対戦し9回45秒TKO勝ちで初防衛に成功した。
1990年12月15日、後のWBC世界スーパーミドル級王者スラニー・マリンガと対戦し12回3-0(2者が116-112、117-113)の判定勝ちで2度目の防衛に成功した。
1991年3月7日、マドリードノプラシオ・デ・ロス・デポルツでアントニー・バードと対戦し12回2-1(113-115、115-113、117-111)の判定勝ちで3度目の防衛に成功した。
1991年5月18日、ダーリン・バン・ホーンと対戦し11回1分49秒逆転KO負けで4度目の防衛に失敗し王座から陥落した。
1993年2月20日、ロンドンでWBO世界スーパーミドル級王者クリス・ユーバンクと対戦し12回0-3(114-116、109-120、112-117)の判定負けでIBFに続く王座獲得に失敗した。
1993年6月17日、ジャン・マリー・エメベと対戦したが5回TKO負けを最後に現役を引退した。

## 獲得タイトル
- USBA全米スーパーミドル級王座
- 第4代IBF世界スーパーミドル級王座(防衛3)